# املقسي

تعديل مصدري - تعديل

املقسي هي إحدى قرى عزلة سرار بمديرية سرار التابعة لمحافظة أبين، بلغ تعداد سكانها 58 نسمة حسب تعداد اليمن لعام 2004.